# Dumai
Dumai (Jawi: دوماي, Chinesisch: 杜迈) ist eine autonome Stadt (indonesisch Kota) in der Provinz Riau im Nordosten der indonesischen Insel Sumatra. Die Stadt mit ihren 343.597 Einwohnern (Stand Ende 2023) liegt 125 km nördlich der Provinzhauptstadt Pekanbaru und 375 km südöstlich von Medan, der größten Stadt auf Sumatra. Dumai wurde 1979 zur Verwaltungsstadt (indonesisch Kota Administratif) innerhalb des Kabupaten Bengkalis erhoben, bis es 1999 einen eigenen Status als autonome Stadt erlangte.

## Geographie

### Lage
Dumai liegt im nördlichen Teil der Provinz Riau an der Straße von Malakka. Dumai grenzt vom Westen bis zum Nordwesten an sechs Distrikte (indonesisch Kecamatan) des Kabupaten Rokan Hilir, Im Osten bzw. Südosten an den Kecamatan Bandar Laksaman vom Kabupaten Bengkalis und im Süden an den Kecamatan Bathin Solapan vom gleichen Kabupaten. Im Norden bildet die Küstenlinie der Straße von Rupat (indonesisch Selat Rupat) eine natürliche Grenze. Die ca. 1.500 km² große vorgelagerte Insel Rupat und einige Eilande in der Rupat-Straße gehören administrativ zum Kabupaten Bengkalis. Es werden die geografischen Koordinaten von 1° 23′ 00″ bis 1° 24′ 23″ n. Br. sowie zwischen 101° 23′ 37″ und 101° 28′ 13″ ö.L. belegt.
Durch die Stadt strömen 53 Flüsse (indonesisch Sungai), der Sungai Buluala, der Sungai Senepis und der Sungai Mesjid sind die längsten.

### Klima
Dumai befindet sich in der tropischen Klimazone, in der Klassifikation Af nach Köppen und Geiger. Die Jahresdurchschnittstemperatur beträgt 26,4 °C, die jährliche Niederschlagsmenge 2906 Millimeter im Mittel. Die durchschnittlichen Tageshöchstwerte betragen im Jahr zwischen 29 °C und 31 °C. Die nächtlichen Tiefsttemperaturen betragen zwischen 26 °C und 27 °C. Der meiste Regen fällt im November, die wenigsten Niederschläge werden im Februar notiert. Die Regenmenge beträgt aber im ganzen Jahr immer mindestens 150 Millimeter pro Monat und bis auf den Februar regnet es an mindestens 50 % der Tage im Monat. Die Luftfeuchtigkeit ist dementsprechend das ganze Jahr über immer sehr hoch.
|                        | Jan  | Feb  | Mär  | Apr  | Mai  | Jun  | Jul  | Aug  | Sep  | Okt  | Nov  | Dez  |   |      |
| Mittl. Temperatur (°C) | 25,8 | 26,4 | 26,7 | 26,7 | 27   | 26,9 | 26,7 | 26,5 | 26,3 | 26,2 | 25,8 | 25,7 | ⌀ | 26,4 |
| Mittl. Tagesmax. (°C)  | 28,9 | 29,8 | 30,4 | 30,4 | 30,6 | 30,6 | 30,4 | 30,4 | 30,2 | 29,9 | 29,2 | 28,8 | ⌀ | 30   |
| Mittl. Tagesmin. (°C)  | 23,5 | 23,8 | 24   | 24,2 | 24,5 | 24,3 | 24   | 23,8 | 23,7 | 23,8 | 23,6 | 23,6 | ⌀ | 23,9 |
|                        |      |      |      |      |      |      |      |      |      |      |      |      |   |      |
| Niederschlag (mm)      | 213  | 133  | 225  | 253  | 227  | 161  | 168  | 205  | 262  | 320  | 388  | 351  | Σ | 2906 |
|                        |      |      |      |      |      |      |      |      |      |      |      |      |   |      |
| Sonnenstunden (h/d)    | 7,9  | 8,2  | 7,9  | 7,8  | 8,2  | 8,8  | 8,9  | 8,6  | 8,4  | 7,8  | 7,3  | 7,4  | ⌀ | 8,1  |
|                        |      |      |      |      |      |      |      |      |      |      |      |      |   |      |
| Regentage (d)          | 16   | 13   | 18   | 20   | 19   | 16   | 16   | 18   | 19   | 20   | 20   | 20   | Σ | 215  |
|                        |      |      |      |      |      |      |      |      |      |      |      |      |   |      |
| Wassertemperatur (°C)  | 28   | 29   | 29   | 30   | 30   | 30   | 30   | 30   | 29   | 29   | 29   | 29   | ⌀ | 29,3 |
|                        |      |      |      |      |      |      |      |      |      |      |      |      |   |      |
| Luftfeuchtigkeit (%)   | 86   | 83   | 85   | 88   | 88   | 87   | 86   | 86   | 88   | 89   | 91   | 89   | ⌀ | 87,2 |

| 23,5 |

| 23,8 |

| 24 |

| 24,2 |

| 24,5 |

| 24,3 |

| 24 |

| 23,8 |

| 23,7 |

| 23,8 |

| 23,6 |

| 23,6 |

| 23,5 |

| 23,8 |

| 24 |

| 24,2 |

| 24,5 |

| 24,3 |

| 24 |

| 23,8 |

| 23,7 |

| 23,8 |

| 23,6 |

| 23,6 |

### Administrative Gliederung
Die Stadt Dumai wird seit 2009 in sieben Kecamatan und seit 2021 in 36 dörfliche Verwaltungseinheiten aufgeteilt. Als Kelurahan haben diese städtische Strukturen. Die Kelurahan werden in RT (indonesisch Rukun Tetangga, englisch Neighborhood Units) unterteilt. Im Zensusjahr 2020 gab es 536 RT, Ende 2022 betrug ihre Zahl 540, da in den Kec. Medang Kampai und Dumai Barat jeweils eins und im Kec. Dumai Timur zwei hinzugekommen waren. RW (Rukun Warga) waren keine vorhanden. 2021 hatte sich die Zahl der Kelurahan um drei erhöht. Die Tabelle gibt den Stand zur letzten Volkszählung an, aktuellere Daten finden sich weiter unten. 
| Code 1   | Kecamatan Distrikt | Ibu Kota Verwaltungssitz | Fläche (km²) | Einw. Zensus 2010 2 | Volkszählung 2020 | Volkszählung 2020 | Volkszählung 2020 | Anzahl der Kelurahan / RT |
| Code 1   | Kecamatan Distrikt | Ibu Kota Verwaltungssitz | Fläche (km²) | Einw. Zensus 2010 2 | Einw. 3           | 0Dichte 40        | Sex Ratio 5       | Anzahl der Kelurahan / RT |
| -------- | ------------------ | ------------------------ | ------------ | ------------------- | ----------------- | ----------------- | ----------------- | ------------------------- |
| 14.72.01 | Dumai Barat        | Purnama                  | 44,98        | 89.978              | 44.292            | 984,7             | 103,48            | 4 / 69                    |
| 14.72.02 | Dumai Timur        | Teluk Binjai             | 47,52        | 88.110              | 68.930            | 1.450,5           | 105,66            | 5 / 88                    |
| 14.72.03 | Bukit Kapur        | Bukit Nenas              | 200,00       | 38.051              | 51.564            | 257,8             | 107,33            | 5 / 88                    |
| 14.72.04 | Sungai Sembilan00  | Lubuk Gaung              | 975,38       | 27.465              | 41.738            | 42,8              | 109,05            | 5 / 87                    |
| 14.72.05 | Medang Kampai      | Teluk Makmur             | 373,00       | 10.199              | 16.794            | 45,0              | 106,64            | 4 / 26                    |
| 14.72.06 | Dumai Kota         | Laksamana                | 13,00        | –                   | 40.673            | 3.128,7           | 103,19            | 5 / 87                    |
| 14.72.07 | Dumai Selatan      | Bukit Datuk              | 73,50        | –                   | 52.791            | 718,2             | 105,03            | 5 / 91                    |
| 14.72    | Kota Dumai         | Kota Dumai               | 1.727,38     | 253.803             | 316.782           | 183,4             | 105,69            | 33 / 536                  |

### Verwaltungsgeschichte
Die Verwaltungsstadt Dumai (indonesisch Kota Administratif) wurde durch die Regierungsverordnung (indonesisch Peratura Pemerintah) Nr. 8/1979 innerhalb des Kabupaten Bengkalis gebildet. Im Jahr 1999 wurde sie aus diesem Bezirk ausgegliedert und mit drei Kecamatan (Dumai Timur, Dumai Barat mit jeweils 6 Dörfern sowie dem Kecamatan Bukit Kapur vom Kab. Bengkalis) eine autonome Stadt – als Kota einem Kabupaten politisch und juristisch gleichgestellt.
Die Anzahl der ursprünglichen drei Kecamatan wurde bis heute auf sieben erhöht, so im Jahr 2001 durch Ausgliederung von Dörfern und Neubildung der Kecamatan Sungai Sembilan und Medang Kampat aus dem Kecamatan Bukit Kapur (Regionalverordnung Nr. 18, indonesisch Peraturan Daerah Kota Dumai Nomor 18 Tahun 2001) und im Jahr 2009 durch Neubildung der Kecamatan Dumai Kota (von Dumai Timur abgetrennt) und von Dumai Selatan (von Dumai Barat abgetrennt, Regionalverordnung Nr. 8, indonesisch Peraturan Daerah Nomor 8 Tahun 2009).

## Demographie
Der Anteil der Frauen sank seit Jahresende 2021 kontinuierlich. Ende 2021 waren es 166.046 von 341.090 (48,68 %), ein Jahr später 163.026 von 335.303 (48,62 %) und Ende 2023 betrug der Anteil 48,60 % bzw. 164.306 Frauen von 338.064 Einwohnern.
Der Islam war und ist die vorherrschende Religion, 84,86 % der Bevölkerung spricht ihm zu. Beide christliche Konfession sind die zweitstärkste Religion, ausgeübt von 40.935 Gläubigen (11,91 %), davon 92 % (oder 37.704) Protestanten. Erwähnenswert sind noch 10.356 Buddhisten (3,01 %), die in sieben Klöstern leben. Moscheen sind 235 vorhanden, ebenso 236 kleinere Gebetsräume ( idS|Mushola), 87 Kirchen (darunter 29 im Kec. Dumai Timur, 81 davon protestantisch), 1 Hindu-Temnpel und 26 Pagoden.

### Soziale Daten 2020
| Merkmal                                                            | Kabupaten | 0Provinz Riau0 |
| ------------------------------------------------------------------ | --------- | -------------- |
| Bevölkerung unterhalb der Armutsgrenze (Tsd.)00                    | 9,88      | 483,39         |
| Anteil der „armen Bevölkerung“ (indonesisch Penduduk miskin) (%)00 | 03,16     | 007,04         |
| Arbeitslosenquote (%)                                              | 08,19     | 006,32         |
| Lebenserwartung bei der Geburt (Jahre)                             | 72,34     | 070,93         |
| HDI-Index                                                          | 70,31     | 074,40         |
| Analphabetenrate (in %, 15+ J.)                                    | 00,06     | 000,82         |
| Anteil der Altersgruppen                                           | 0Real0    | 0Prozentual0   |
| Kinder (<15 J.)                                                    | 092.060   | 029,06         |
| arbeitsfähige Bevölkerung (15–64 J.)                               | 213.253   | 067,32         |
| Rentner und Pensionäre (>65 J.)                                    | 011.469   | 003,62         |

### Aktuelle Bevölkerungsdaten der Bevölkerungsfortschreibung
Nachfolgende Tabelle gibt den Einwohnerstand nach Geschlecht vom Jahresende 2022, zur Jahresmitte 2023 und zum Jahresende 2023 wieder. Er resultiert aus den Ergebnissen der Fortschreibung durch die örtlichen Zivilregistrierungsbüros (Disdukcapil, indonesisch Dinas Kependudukan dan Pencatatan Sipil). Die Bevölkerungsstände können in drei interaktiven Karten und über eine Datenbank abgerufen werden.
| Kecamatan         | Jahresende 2022 | Jahresende 2022 | Jahresende 2022 | Jahresende 2022 | Bev. zur Jahresmitte 2023 | Bev. zur Jahresmitte 2023 | Bev. zur Jahresmitte 2023 | Jahresende 2023 | Jahresende 2023 | Jahresende 2023 | 2023    | 2023        | Rang 2023 |
| Kecamatan         | Fläche          | insg.           | männl.          | weibl.          | insg.                     | männl.                    | weibl.                    | insg.           | männl.          | weibl.          | Dichte  | Sex Ratio 2 | Rang 2023 |
| ----------------- | --------------- | --------------- | --------------- | --------------- | ------------------------- | ------------------------- | ------------------------- | --------------- | --------------- | --------------- | ------- | ----------- | --------- |
| Dumai Barat       | 36,04           | 45.897          | 23.388          | 22.509          | 46.141                    | 23.517                    | 22.624                    | 46.615          | 23.792          | 22.823          | 1.293,4 | 104,25      | 5         |
| Dumai Timur       | 37,18           | 72.956          | 37.398          | 35.558          | 73.634                    | 37.771                    | 35.863                    | 74.894          | 38.376          | 36.518          | 2.014,4 | 105,09      | 1         |
| Bukit Kapur       | 359,05          | 54.752          | 28.216          | 26.536          | 55.163                    | 28.398                    | 26.765                    | 55.910          | 28.756          | 27.154          | 155,7   | 105,9       | 3         |
| Sungai Sembilan00 | 1414,22         | 45.725          | 23.874          | 21.851          | 46.564                    | 24.302                    | 22.262                    | 48.258          | 25.157          | 23.101          | 34,1    | 108,9       | 4         |
| Medang Kampai     | 353,41          | 18.481          | 9.563           | 8.918           | 18.838                    | 9.757                     | 9.081                     | 19.658          | 10.215          | 9.443           | 55,6    | 108,18      | 7         |
| Dumai Kota        | 4,26            | 42.501          | 21.662          | 20.839          | 42.082                    | 21.515                    | 20.567                    | 41.768          | 21.361          | 20.407          | 9.804,7 | 104,67      | 6         |
| Dumai Selatan     | 68,22           | 54.991          | 28.176          | 26.815          | 55.642                    | 28.498                    | 27.144                    | 56.494          | 28.962          | 27.532          | 828,1   | 105,19      | 2         |
| Kota Dumai        | 2.272,38 3      | 335.303         | 172.277         | 163.026         | 338.064                   | 173.758                   | 164.306                   | 343.597         | 176.619         | 166.978         | 151,2   | 105,77      |           |

## Verkehr

### Flughafen
In Dumai befindet sich der Inlandsflughafen Pinang Kampai, der von Pelita Air Service betrieben wird. Der IATA-Flughafencode lautet „DUM“ und der ICAO-Flugplatzcode „WIBD“.
Im Dezember 2013 musste der Flughafen vorübergehend für kommerzielle Flüge geschlossen werden, da er eine Sicherheitsüberprüfung nicht bestand. Nach Angaben des Verkehrsministeriums waren „beide Ränder der Start- und Landebahn durch Ölpalmen und Akazien blockiert, so dass ein sicherer Betrieb nicht gewährleistet werden konnte“. Zudem wurde bemängelt, dass der Flughafen nicht mit einem Röntgengerät für die Passagier- und Gepäckkontrolle ausgestattet ist.
Aufgrund von starkem, durch Brandrodung hervorgerufenem Smog (engl. Haze) wurde der Flughafenbetrieb immer wieder gestört. Flüge mussten verschoben oder gestrichen werden.
Der Flughafen ist seit dem Beginn der COVID-19-Pandemie geschlossen. (Stand September 2022.)
Im Juni 2022 wurde die Studie Evaluierung der operativen Kooperationspolitik für den Betrieb des Flughafens Pinang Kampai, Dumai City publiziert. Diese wurde durchgeführt von der Fakultät für Sozial- und Politikwissenschaften, der Universität Riau, Indonesien. Der Grund für die Erstellung dieser Studie ist eine Politik, die sich auf den weiteren Betrieb des Flughafens bezieht und zwar durch die operative Zusammenarbeit zwischen der Stadtverwaltung von Dumai und PT. Pelita Air Service. Laut der Studie entspricht der derzeitige Betrieb nicht den Erwartungen, da die Nutzung der vorhandenen Einrichtungen und Infrastrukturen nicht optimal ist. Zu den hemmenden Faktoren für den Betrieb des Flughafens gehören: Personalpolitik, Einrichtungen und Infrastruktur sowie der Eigentumsstatus des Flughafens. Die Studie kommt zu dem Schluss, dass der Betrieb des Flughafens Pinang Kampai nur wieder aufgenommen werden kann, wenn die Einrichtungen, die Infrastruktur sowie die Flugsicherheit verbessert wurden oder wenn die Vermögenswerte des Flughafens der Regionalregierung oder einer professionellen Flughafenverwaltung übertragen werden.
Weitere Flugplätze in der Nähe sind der Sultan Syarif Kasim II Airport (PKU) 135 km entfernt, Hang Nadim Airport (BTH), 303 km entfernt und der Padang Minangkabau International Airport (PDG), 304 km entfernt.

### Hafen
Dumais Exporthafen (Pelabuhan Dumai) liegt an der Straße von Malakka (GPS-Koordinaten: N 01° 42' 30.77" - E 101° 27' 23.99"). Die Schiffe, die den Hafen regelmäßig anlaufen, sind Öl- und Chemikalientanker, Stückgutfrachter und Massengutfrachter. Die maximale Länge der Schiffe, die Dumais Hafen anlaufen können, beträgt 250 m, der maximale erlaubte Tiefgang beträgt 13,3 m und die maximale Tragfähigkeit 115.000 t. Dumais Hafen ist der wichtigste Umschlagplatz für indonesisches Palmöl.
Es verkehren Fähren nach Port Dickson in Malaysia.

### Straßen
Seit 2020 verbindet eine vierspurige Mautstraße Dumai mit Pekanbaru. Der Bau begann im Juli 2017 im Rahmen eines staatlichen Auftrags an PT Hutama Karya mit einem Budget von 16,21 Billionen IDR. Sie verkürzt die ursprüngliche über den Trans-Sumatra-Highway führende, 200 km lange Strecke auf 131 km. Die Mautkosten für einen PKW für eine einfache Strecke betragen 118.000 IDR, circa 7,90 Euro (Stand September 2022). Im Mai 2020 wurde der erste Abschnitt von Pekanbaru nach Minas (9,5 Kilometer) in Betrieb genommen. Insgesamt besteht die Mautstraße aus sechs Abschnitten: Abschnitt I Pekanbaru - Minas (9,5 km), Abschnitt II Minas - Petapahan (24,1 km), Abschnitt III Petapahan - Kandis Utara (16,9 km), Abschnitt IV Kandis Utara - Duri Selatan (26,25 km), Duri Selatan - Duri Utara (29,4 km) und Abschnitt VI Duri Utara - Dumai (25,44 km). Auf der Gesamtstrecke befinden sich zehn Raststätten, von denen fünft in Richtung Pekanbaru und fünf in Richtung Dumai liegen.

## Industriestandort
In Dumai betreibt die staatliche Aktiengesellschaft Pertamina eine Raffinerie für Erdöl und Flüssigerdgas (LNG). Anfang 2017 unterzeichneten Pertamina und die staatliche Gasgesellschaft PGN eine Grundsatzvereinbarung über den Bau einer 67 Kilometer langen Pipeline zwischen Duri und Dumai. Laut Vereinbarung wird Pertamina 60 Prozent der Anteile halten, während PGN den Rest besitzt. Das Investitionsvolumen des Projektes betrug 76 Millionen US-Dollar.
Im dritten Quartal 2017 erfolgte der erste Spatenstich. Laut einer Erklärung der Betreiber vom 24. April 2019 wurde das Duri-Dumai Gaspipeline-Projekt bereits am 14. April 2019 erfolgreich in Betrieb genommen. Anfänglich lieferte die Ferngasleitung 22,7 MMSCFD (Million standard cubic feet per day / MSm3/d / Einheit für die Gasmessung in den USA) Gas an die Pertamina Raffinerie RU II Dumai. Später sollen 57 MMSCFD fließen und maximal 170 MMSCFD.
Die Pipeline verläuft, abschnittsweise oberirdisch sichtbar, gleich neben der zwischen Dumai und Duri verlaufenden Jalan Duri-Dumai-Landstraße.

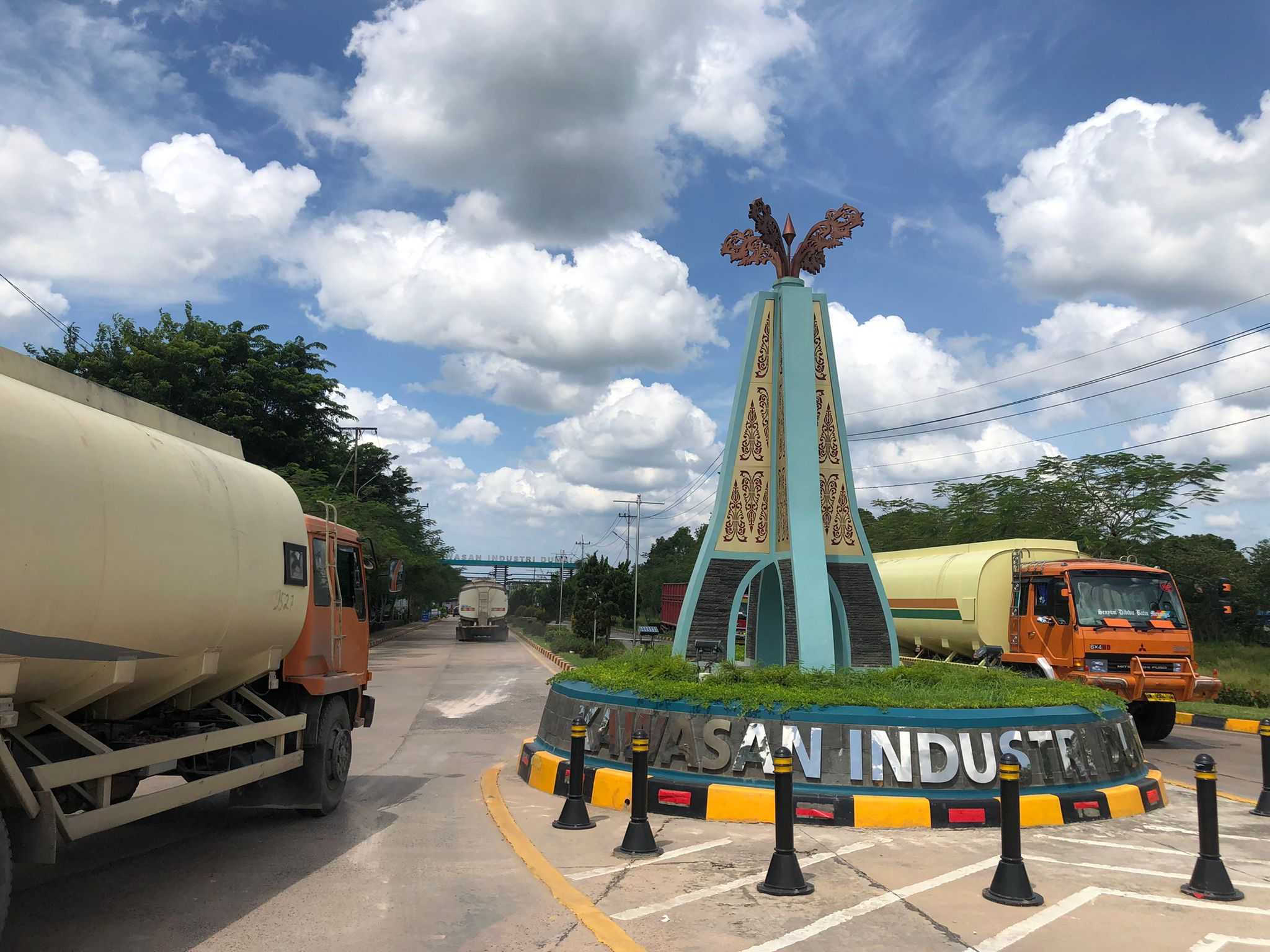
Einfahrt zum Wilmar-Industriepark "Kawasan Industri Dumai", September 2022

### Zentrum des Palmölgeschäfts
Dumais Exporthafen (Pelabuhan Dumai) ist der wichtigste Umschlagplatz für indonesisches Palmöl, über den 40 Prozent des Handels umgeschlagen werden. Händler wie Asian Agri, Musim Mas und Cargill operieren von Dumais Hafen aus.
Ein Produktionsstandort von Wilmar International befindet sich in Dumai. Ein weiterer im circa 10 km entfernten, über die Landstraße Jalan Arifin Ahmad zu erreichenden, am Rande der Ortschaft Pelintung gelegenen, von Wilmar im Jahre 2009 erschlossenen und in 2017 eröffnete Industriepark Kawasan Industri Dumai. An beiden Standorten betreibt Wilmar Produktionsanlagen für die aus der Ölpalmenfrucht auf industrielle Weise gewonnenen Produkte, hauptsächlich Biodiesel, Düngemittel, Speiseöl und Produkte der Oleochemie. Der in weiten Teilen unbebaute Industriepark erstreckt sich über eine Fläche von 1.731 ha. Ein Großteil der von Wilmar in diesem wasserseitig logistisch günstig gelegenen Industriepark hergestellten Produkte werden über die firmeneigene Seebrücke (engl. „Jetty“) „KID WILMAR PELINTUNG“ auf Tanker und Frachter verladen und über die Straße von Malakka abtransportiert. Vor der Küstenlinie des Industrieparks liegt in Sichtweise die Insel Rupat.
Im Kawasan-Industriepark betreibt Indonesiens größtes Industriegas produzierendes Unternehmen Samator  das zur Holdinggruppe zählende Tochterunternehmen PT Aneka Gas Industri Pelintung, dass mit einer LNG-Anlage, Verteil- und Abfüllstationen die Gasversorgung im Park gewährleistet.

## Bauwerke und Sehenswürdigkeiten

### Sakrale Sehenswürdigkeiten

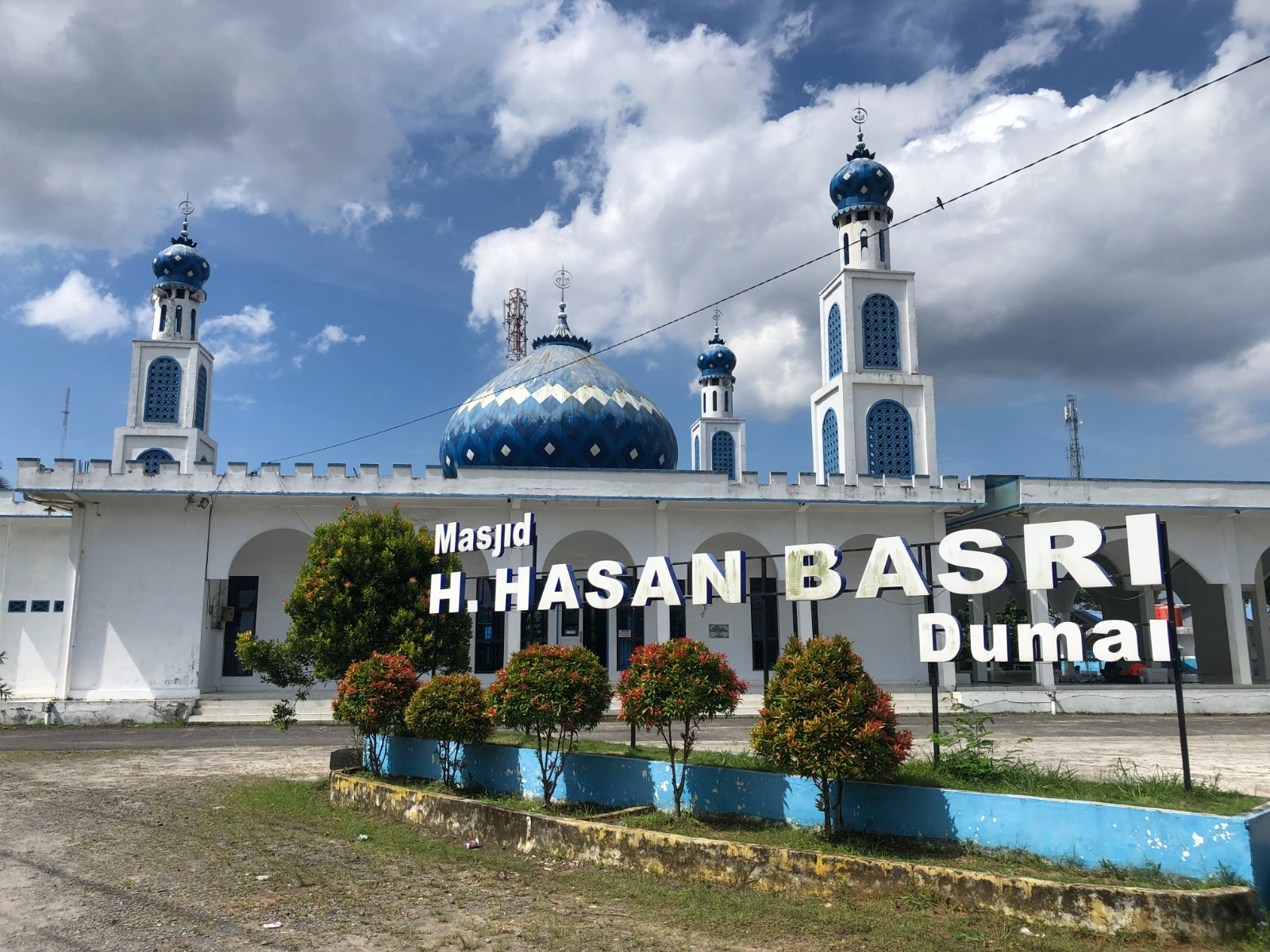
"Masjid H. Hasan Basri Dumai", September 2022

Im Osten Dumais, im Bezirk Simpang Bundaran, befindet sich auf der Jalan Soekarno Hatta die Moschee Masjid H. Hasan Basri. Sie wurde im Mai 2017 von Dumais Bürgermeister Zulkifli eingeweiht. Folgt man von ihr aus dem stadtauswärts führenden Abzweig auf die Jalan Arifin Ahmad in östlicher Richtung, so erreicht man in etwa auf halber Strecke nach Pelintung die neu erbaute, im August 2020 fertiggestellte Masjid Al Idrus Dumai. Der Bau wurde mit privaten Mitteln finanziert. Von dem ursprünglich aus Batam stammenden, nun in Dumai lebenden Geschäftsmann Idrus Suheri, dessen Vorname sich im Namen der Moschee wiederfindet. Suheri ist, neben anderen geschäftlichen Tätigkeiten, Betreiber von zwei Pertamina-Tankstellen, von denen sich eine in Dumai befindet und die andere gleich rechts neben der Moschee.
Im September 2021 begann die Stadtverwaltung Dumais an der im Ost-Distrikt gelegenen Jalan HR Soebrantas mit dem Bau des Islamic Center Dumai City. Vorangegangen war der Abriss der Habiburrahman-Moschee. Diese wurde einst von der Stiftung Amal Bakti Muslim Pancasila Foundation errichtet, die den Abriss genehmigte. Die noch brauchbaren Gebäude wurden abgetragen und nach Batam gebracht, um sie dort auf dem Gelände der Pancasila Muslim Charity Foundation wieder aufzubauen und zukünftig weiter zu nutzen. Laut Dumais Bürgermeister Paisal wird der Bau des Islamischen Zentrums die Attraktivität der Stadt für in- und ausländische Touristen weiter erhöhen. Aus seiner Sicht wird das Zentrum die wirtschaftliche Entwicklung der Gemeinde und der Region ankurbeln. Neben dem Bau des Islamischen Zentrums wird die Stadtverwaltung ein weiteres Wahrzeichen errichten, die Wiederbelebung des Bukit Gelanggang-Parks. Der Bau beider Projekte soll 34 Milliarden Indonesische Rupiah (circa 2,25 Millionen Euro) kosten.

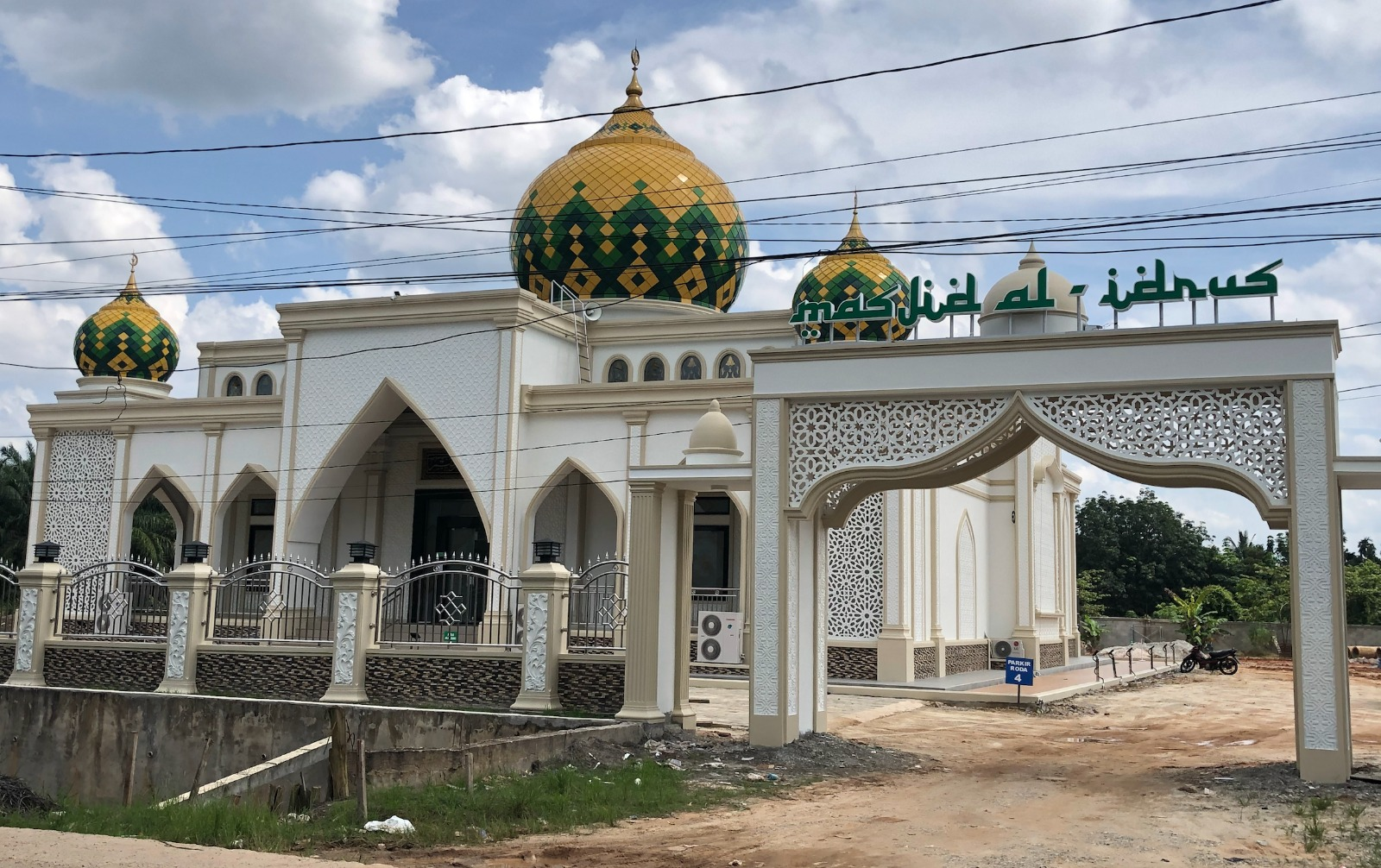
"Masjid AI Idrus Dumai", September 2022